# Llista de famílies de plantes superiors de Catalunya
Llista de totes les famílies de plantes vasculars (autòctones, naturalitzades, subespontànies o introduïdes) presents en el territori administratiu de Catalunya segons el criteri de Floracatalana.net. Se n'ha corregit el criteri taxonòmic a partir de l'obra PlantList.net. Totes les famílies estan ordenades alfabèticament segons el seu nom en català i s'indica el nombre de gèneres i d'espècies (no subsespècies, ni varietats) que abasta cada unitat a nivell mundial i a nivell de Catalunya segons les anteriors obres mencionades. En total la relació consta de 150 famílies.

- acantàcies: 242 gèneres al món; 1 a Catalunya / 3947 espècies; 1 a Catalunya
- adoxàcies: 5 gèneres al món; 2 a Catalunya / 194 espècies; 6 a Catalunya
- agavàcies: (actualment dins les asparagàcies)
- aizoàcies: 146 gèneres al món; 7 a Catalunya / 2271 espècies; 8 a Catalunya
- alismatàcies: 17 gèneres al món; 5 a Catalunya / 120 espècies; 5 a Catalunya
- amarantàcies: 178 gèneres al món; 19 a Catalunya / 2052 espècies; 67 a Catalunya
- amaril·lidàcies: 80 gèneres al món; 6 a Catalunya / 2258 espècies; 30 a Catalunya
- anacardiàcies: 77 gèneres al món; 2 a Catalunya / 701 espècies; 5 a Catalunya
- apocinàcies: 410 gèneres al món; 2 a Catalunya / 5.556 espècies; 4 a Catalunya
- aquifoliàcies: 3 gèneres al món; 1 a Catalunya / 480 espècies; 1 a Catalunya
- aràcies: 117 gèneres al món; 3 a Catalunya / 3368 espècies; 5 a Catalunya
- araliàcies: 40 gèneres al món; 1 a Catalunya / 1533 espècies; 2 a Catalunya
- arecàcies: 185 gèneres al món; 3 a Catalunya / 2522 espècies; 3 a Catalunya
- aristoloquiàcies: 8 gèneres al món; 1 a Catalunya / 624 espècies; 4 a Catalunya
- asclepiadàcies: (actualment dins les apocinàcies)
- asparagàcies: 128 gèneres al món amb 2929 espècies
- asteràcies: 1911 gèneres al món; 112 a Catalunya / 32913 espècies; 518 a Catalunya
- azol·làcies: (actualment dins les salviniàcies)
- balsaminàcies: 2 gèneres al món; 1 a Catalunya / 488 espècies; 4 a Catalunya
- basel·làcies: 4 gèneres al món; 1 a Catalunya / 19 espècies; 1 a Catalunya
- berberidàcies: 19 gèneres al món; 1 a Catalunya / 755 espècies; 4 a Catalunya
- betulàcies: 6 gèneres al món; 4 a Catalunya / 234 espècies; 5 a Catalunya
- bignoniàcies: 86 gèneres al món; 4 a Catalunya / 852 espècies; 4 a Catalunya
- boraginàcies: 155 gèneres al món; 15 a Catalunya / 2686 espècies; 47 a Catalunya
- brassicàcies: 372 gèneres al món; 65 a Catalunya / 4060 espècies; 191 a Catalunya
- buddleiàcies: (actualment dins les escrofulariàcies)
- butomàcies: 1 gèneres al món; 1 a Catalunya / 2 espècies; 1 a Catalunya
- buxàcies: 5 gèneres al món; 1 a Catalunya / 122 espècies; 1 a Catalunya
- cactàcies: 176 gèneres al món; 1 a Catalunya / 2233 espècies; 8 a Catalunya
- cal·litricàcies: (actualment dins les plantaginàcies)
- campanulàcies: 88 gèneres al món; 5 a Catalunya / 2385 espècies; 27 a Catalunya
- cannabàcies: 8 gèneres al món; 2 a Catalunya / 102 espècies; 2 a Catalunya
- capparàcies: 34 gèneres al món; 1 a Catalunya / 449 espècies; 1 a Catalunya
- caprifoliàcies: 53 gèneres al món; 3 a Catalunya / 857 espècies; 16 a Catalunya
- cariofil·làcies: 91 gèneres al món; 31 a Catalunya / 2456 espècies; 185 a Catalunya
- celastràcies: 87 gèneres al món; 1 a Catalunya / 1168 espècies; 2 a Catalunya
- ceratofil·làcies: 1 gèneres al món; 1 a Catalunya / 4 espècies; 2 a Catalunya
- cimodoceàcies: 5 gèneres al món; 1 a Catalunya / 16 espècies; 1 a Catalunya
- ciperàcies: 110 gèneres al món; 9 a Catalunya / 5784 espècies; 113 a Catalunya
- cistàcies: 9 gèneres al món; 4 a Catalunya / 201 espècies; 39 a Catalunya
- citinàcies: 2 gèneres al món; 1 a Catalunya / 11 espècies; 2 a Catalunya
- cneoràcies: (actualment dins les rutàcies)
- commelinàcies: 41 gèneres al món; 2 a Catalunya / 728 espècies; 3 a Catalunya
- convolvulàcies: 67 gèneres al món; 5 a Catalunya / 1296 espècies; 19 a Catalunya
- coriariàcies: 1 gèneres al món; 1 a Catalunya / 16 espècies; 1 a Catalunya
- cornàcies: 12 gèneres al món; 1 a Catalunya / 124 espècies; 2 a Catalunya
- crassulàcies: 50 gèneres al món; 6 a Catalunya / 1482 espècies; 29 a Catalunya
- cucurbitàcies: 134 gèneres al món; 8 a Catalunya / 965 espècies; 10 a Catalunya
- cupressàcies: 32 gèneres al món; 4 a Catalunya / 166 espècies; 11 a Catalunya
- dioscoreàcies: 6 gèneres al món; 2 a Catalunya / 653 espècies; 2 a Catalunya
- dipsacàcies: (actualment dins les caprifoliàcies)
- droseràcies: 3 gèneres al món; 1 a Catalunya / 189 espècies; 3 a Catalunya
- ebenàcies: 3 gèneres al món; 1 a Catalunya / 751 espècies; 2 a Catalunya
- efedràcies: 1 gèneres al món; 1 a Catalunya / 164 espècies; 3 a Catalunya
- elatinàcies: 2 gèneres al món; 2 a Catalunya / 57 espècies; 4 a Catalunya
- eleagnàcies: 4 gèneres al món; 2 a Catalunya / 108 espècies; 2 a Catalunya
- empetràcies: (actualment dins les ericàcies)
- equisetàcies: 3 gèneres al món; 1 a Catalunya / 27 espècies; 7 a Catalunya
- ericàcies: 151 gèneres al món; 7 a Catalunya / 3554 espècies; 15 a Catalunya
- escrofulariàcies: 76 gèneres al món; 23 a Catalunya / 4996 espècies; 140 a Catalunya
- esmilacàcies: 2 gèneres al món; 1 a Catalunya / 261 espècies; 1 a Catalunya
- esparganiàcies: (actualment dins les tifàcies)
- euforbiàcies: 228 gèneres al món; 4 a Catalunya / 6547 espècies; 52 a Catalunya
- fabàcies: 946 gèneres al món; 42 a Catalunya / 24.505 espècies; 287 a Catalunya
- fagàcies: 9 gèneres al món; 3 a Catalunya / 1.101 espècies; 14 a Catalunya
- fil·lantàcies: 58 gèneres al món; 1 a Catalunya / 2099 espècies; 1 a Catalunya
- fitolacàcies: 13 gèneres al món; 1 a Catalunya / 62 espècies; 1 a Catalunya
- frankeniàcies: 1 gèneres al món; 1 a Catalunya / 73 espècies; 2 a Catalunya
- gencianàcies: 96 gèneres al món; 6 a Catalunya / 1682 espècies; 21 a Catalunya
- geraniàcies: 7 gèneres al món; 2 a Catalunya / 841 espècies; 26 a Catalunya
- gesneriàcies: 164 gèneres al món; 1 a Catalunya / 3122 espècies; 1 a Catalunya
- ginkgoàcies: 1 gèneres al món; 1 a Catalunya / 1 espècies; 1 a Catalunya
- globulariàcies: (actualment dins les plantaginàcies)
- grossulariàcies: 2 gèneres al món; 1 a Catalunya / 195 espècies; 4 a Catalunya
- haloragàcies: 9 gèneres al món; 1 a Catalunya / 92 espècies; 4 a Catalunya
- hidrangeàcies: 17 gèneres al món; 1 a Catalunya / 237 espècies; 1 a Catalunya
- hidrocaritàcies: 16 gèneres al món; 3 a Catalunya / 133 espècies; 3 a Catalunya
- hidrofil·làcies: (actualment dins les boraginàcies)
- hipericàcies: 11 gèneres al món; 1 a Catalunya / 584 espècies; 14 a Catalunya
- hipocastanàcies: (actualment dins les sapindàcies)
- hippuridàcies: (actualment dins les plantaginàcies)
- iridàcies: 80 gèneres al món; 6 a Catalunya / 2315 espècies; 23 a Catalunya
- isoetàcies: 4 gèneres al món; 1 a Catalunya / 93 espècies; 6 a Catalunya
- juglandàcies: 12 gèneres al món; 1 a Catalunya / 89 espècies; 2 a Catalunya
- juncàcies: 8 gèneres al món; 2 a Catalunya / 506 espècies; 37 a Catalunya
- juncaginàcies: 4 gèneres al món; 1 a Catalunya / 35 espècies; 3 a Catalunya
- lamiàcies: 245 gèneres al món; 31 a Catalunya / 7886 espècies; 145 a Catalunya
- lauràcies: 68 gèneres al món; 1 a Catalunya / 2978 espècies; 1 a Catalunya
- lemnàcies: (actualment dins les aràcies)
- lentibulariàcies: 4 gèneres al món; 2 a Catalunya / 312 espècies; 6 a Catalunya
- licopodiàcies: 17 gèneres al món; 1 a Catalunya / 475 espècies; 2 a Catalunya
- liliàcies: 18 gèneres al món; 34? a Catalunya / 2129 espècies; 95? a Catalunya
- linàcies: 16 gèneres al món; 2 a Catalunya / 213 espècies; 12 a Catalunya
- linderniàcies: 16 gèneres al món; 1 a Catalunya / 164 espècies; 1 a Catalunya
- litràcies: 31 gèneres al món; 3 a Catalunya / 604 espècies; 9 a Catalunya
- lorantàcies: 79 gèneres al món; 2 a Catalunya / 886 espècies; 2 a Catalunya
- magnoliàcies: 6 gèneres al món; 1 a Catalunya / 250 espècies; 1 a Catalunya
- malvàcies: 245 gèneres al món; 8 a Catalunya / 4465 espècies; 26 a Catalunya
- marsileàcies: 5 gèneres al món; 2 a Catalunya / 32 espècies; 3 a Catalunya
- melantiàcies: 17 gèneres al món; 1 a Catalunya / 181 espècies; 1 a Catalunya
- meliàcies: 52 gèneres al món; 1 a Catalunya / 669 espècies; 1 a Catalunya
- meniantàcies: 7 gèneres al món; 1 a Catalunya / 55 espècies; 1 a Catalunya
- mimosàcies: (actualment dins les fabàcies)
- mioporàcies: (actualment dins les escrofulariàcies)
- mirtàcies: 145 gèneres al món; 2 a Catalunya / 5970 espècies; 3 a Catalunya
- mol·luginàcies: 11 gèneres al món; 1 a Catalunya / 103 espècies; 1 a Catalunya
- moràcies: 40 gèneres al món; 3 a Catalunya / 1217 espècies; 4 a Catalunya
- naiadàcies: (actualment dins les hidrocaritàcies)
- narteciàcies: 5 gèneres al món; 1 a Catalunya / 36 espècies; 1 a Catalunya
- nefrolepidàcies: 1 gèneres al món; 1 a Catalunya / 22 espècies; 1 a Catalunya
- nictaginàcies: 34 gèneres al món; 1 a Catalunya / 450 espècies; 1 a Catalunya
- nimfeàcies: 8 gèneres al món; 1 a Catalunya / 70 espècies; 1 a Catalunya
- nitrariàcies: 3 gèneres al món; 1 a Catalunya / 12 espècies; 1 a Catalunya
- ofioglossàcies: 7 gèneres al món; 2 a Catalunya / 110 espècies; 6 a Catalunya
- oleàcies: 25 gèneres al món; 7 a Catalunya / 688 espècies; 14 a Catalunya
- onagràcies: 45 gèneres al món; 4 a Catalunya / 832 espècies; 21 a Catalunya
- orobancàcies: 89 gèneres al món; 1 a Catalunya / 1613 espècies; 21 a Catalunya
- orquidàcies: 899 gèneres al món; 23 a Catalunya / 27.801 espècies; 69 a Catalunya
- osmundàcies: 5 gèneres al món; 1 a Catalunya / 16 espècies; 1 a Catalunya
- oxalidàcies: 8 gèneres al món; 1 a Catalunya / 601 espècies; 7 a Catalunya
- papaveràcies: 41 gèneres al món; 10 a Catalunya / 920 espècies; 36 a Catalunya
- passifloràcies: 36 gèneres al món; 1 a Catalunya / 932 espècies; 1 a Catalunya
- peoniàcies: 1 gèneres al món; 1 a Catalunya / 36 espècies; 1 a Catalunya
- pinàcies: 11 gèneres al món; 6 a Catalunya / 255 espècies; 19 a Catalunya
- pirolàcies: (actualment dins les ericàcies)
- pitosporàcies: 9 gèneres al món; 1 a Catalunya / 170 espècies; 1 a Catalunya
- plantaginàcies: 120 gèneres al món; 1 a Catalunya / 1614 espècies; 18 a Catalunya
- platanàcies: 1 gèneres al món; 1 a Catalunya / 9 espècies; 1 a Catalunya
- plumbaginàcies: 24 gèneres al món; 4 a Catalunya / 635 espècies; 23 a Catalunya
- poàcies: 759 gèneres al món; 115 a Catalunya / 11.554 espècies; 316 a Catalunya
- poligalàcies: 27 gèneres al món; 1 a Catalunya / 1163 espècies; 8 a Catalunya
- poligonàcies: 59 gèneres al món; 5 a Catalunya / 1384 espècies; 36 a Catalunya
- polipodiàcies: 116 gèneres al món; 20 a Catalunya / 1601 espècies; 45 a Catalunya
- pontederiàcies: 6 gèneres al món; 1 a Catalunya / 33 espècies; 1 a Catalunya
- portulacàcies: 10 gèneres al món; 2 a Catalunya / 258 espècies; 2 a Catalunya
- posidonàcies: 1 gèneres al món; 1 a Catalunya / 10 espècies; 1 a Catalunya
- potamogetonàcies: 6 gèneres al món; 1 a Catalunya / 186 espècies; 14 a Catalunya
- primulàcies: 68 gèneres al món; 10 a Catalunya / 2788 espècies; 33 a Catalunya
- punicàcies: (actualment dins les litràcies)
- quenopodiàcies: (actualment dins les amarantàcies)
- rafflesiàcies: 3 gèneres al món; 1 a Catalunya / 22 espècies; 2 a Catalunya
- ramnàcies: 53 gèneres al món; 3 a Catalunya / 839 espècies; 9 a Catalunya
- ranunculàcies: 65 gèneres al món; 17 a Catalunya / 2377 espècies; 88 a Catalunya
- resedàcies: 7 gèneres al món; 1 a Catalunya / 51 espècies; 8 a Catalunya
- rosàcies: 104 gèneres al món; 23 a Catalunya / 4828 espècies; 134 a Catalunya
- rubiàcies: 609 gèneres al món; 10 a Catalunya / 13.673 espècies; 47 a Catalunya
- ruppiàcies: 1 gèneres al món; 1 a Catalunya / 8 espècies; 2 a Catalunya
- rutàcies: 158 gèneres al món; 4 a Catalunya / 1730 espècies; 9 a Catalunya
- salicàcies: 54 gèneres al món; 2 a Catalunya / 1269 espècies; 29 a Catalunya
- salviniàcies: 2 gèneres al món; 1 a Catalunya / 17 espècies; 1 a Catalunya
- santalàcies: 42 gèneres al món; 2 a Catalunya / 992 espècies; 5 a Catalunya
- sapindàcies: 138 gèneres al món; 2 a Catalunya / 4884 espècies; 2 a Catalunya
- saxifragàcies: 48 gèneres al món; 4 a Catalunya / 775 espècies; 41 a Catalunya
- selaginel·làcies: 5 gèneres al món; 1 a Catalunya / 404 espècies; 2 a Catalunya
- simarubàcies: 19 gèneres al món; 1 a Catalunya / 121 espècies; 1 a Catalunya
- solanàcies: 115 gèneres al món; 10 a Catalunya / 2678 espècies; 28 a Catalunya
- tamaricàcies: 3 gèneres al món; 1 a Catalunya / 79 espècies; 4 a Catalunya
- taxàcies: 6 gèneres al món; 2 a Catalunya / 31 espècies; 2 a Catalunya
- teligonàcies: (actualment dins les rubiàcies)
- tifàcies: 2 gèneres al món; 1 a Catalunya / 65 espècies; 4 a Catalunya
- tiliàcies: (actualment dins les malvàcies)
- timeleàcies: 54 gèneres al món; 2 a Catalunya / 938 espècies; 12 a Catalunya
- tofieldiàcies: 4 gèneres al món; 1 a Catalunya / 29 espècies; 1 a Catalunya
- trapàcies: (actualment dins les litràcies)
- tropeolàcies: 2 gèneres al món; 1 a Catalunya / 89 espècies; 1 a Catalunya
- ulmàcies: 8 gèneres al món; 2 a Catalunya / 64 espècies; 5 a Catalunya
- urticàcies: 54 gèneres al món; 3 a Catalunya / 1465 espècies; 7 a Catalunya
- valerianàcies: (actualment dins les caprifoliàcies)
- verbenàcies: 34 gèneres al món; 3 a Catalunya / 1035 espècies; 7 a Catalunya
- violàcies: 25 gèneres al món; 1 a Catalunya / 806 espècies; 17 a Catalunya
- vitàcies: 16 gèneres al món; 2 a Catalunya / 985 espècies; 4 a Catalunya
- xantorreàcies: 34 gèneres al món; x a Catalunya / 1236 espècies; x a Catalunya
- zanniquel·liàcies: (actualment dins les potamogetonàcies)
- zigofil·làcies: 26 gèneres al món; 3 a Catalunya / 211 espècies; 4 a Catalunya
- zosteràcies: 3 gèneres al món; 1 a Catalunya / 23 espècies; 2 a Catalunya